# Pascal Plisson
Pour les articles homonymes, voir Plisson.
Pascal Plisson, né en 1959 à Paris, est un réalisateur, scénariste et documentariste français.

## Biographie
Pascal Plisson est issu d'une famille bourgeoise de l'Ouest parisien. Il arrête ses études à 15 ans pour voyager et enchaîne les petits boulots. Il devient chasseur alpin puis pisteur à Val d'Isère, au début des années 1980. Il filme alors les touristes dans leurs sorties à la montagne, apprenant la réalisation sur le tas.
Il est un réalisateur autodidacte qui commence sa carrière en 1984 en réalisant des reportages (notamment des reportages sportifs consacrés au polo) sur le continent américain pour diverses chaines de télévision. En 1994, il passe au 16mm et se spécialise dans les documentaires consacrés à des hommes vivant dans des conditions extrêmes : Les Routiers de Sibérie, Sibérie terre de la soif, Australie 50° de solitude...
À partir de 1997, il se spécialise dans la réalisation de films documentaires sur l'Afrique qu'il arpente pendant de nombreuses années. Il a notamment vécu plusieurs années au Kenya et en Tanzanieoù il réalise des films pour National Geographic, la BBC et Canal+. 
En 2003 il se fait connaître du grand public en réalisant un premier long métrage consacré aux guerriers Massai. Pascal Plisson connaît bien les guerriers Massai qu'il fréquente au quotidien car il les emploie pour trouver et rabattre les animaux qu'il filme dans le cadre de son travail de documentariste animalier. Son producteur, Stéphane Parthenay, fasciné par son voyage en repérage en Afrique, lui suggère de faire un film de fiction.
Le film reçoit un plutôt bon accueil de la critique qui salue unanimement la qualité des images mais note que le scénario est un cran en dessous. Guillaume Tion résume bien le sentiment général en écrivant que « de toute évidence, cette fable aurait mérité d'être débarrassée de ses longueurs ». Le film n'est pas un succès en salle.
La consécration viendra 8 ans plus tard grâce au film documentaire, Sur le chemin de l'école qui remporte à la fois un succès critique unanime et un succès surprise en salle avec plus d'1,2 million d'entrées en France. Le film montre la volonté et la détermination de 4 enfants pour rejoindre quotidiennement leur école dans 4 pays en voie de développement (Maroc, Kenya, Inde et Argentine). Il a notamment été très largement plébiscité par les enseignants qui y ont emmené leurs classes, voire des écoles entières. Le film est également récompensé par le César du meilleur film documentaire.

### Vie personnelle
Il est père de deux filles Prune Plisson et Tracy Plisson. Il est par ailleurs l'oncle du joueur de rugby français Jules Plisson.

## Filmographie

### Réalisateur
- 2003 : Massai, les guerriers de la pluie
- 2005 : Les Mystères de Clipperton
- 2012 : Sur le chemin de l'école
- 2015 : Le Grand Jour
- 2020 : Gogo
- 2023 : We Have a Dream

### Scénariste
- 2003 : Massai, les guerriers de la pluie
- 2009 : Safari, réalisé par Olivier Baroux
- 2012 : Sur le chemin de l'école
- 2015 : Le Grand Jour

## Distinctions
- 2014 : César du meilleur film documentaire pour Sur le chemin de l'école
- 2014 : Prix Henri-Langlois du film documentaire[7] pour Sur le chemin de l'école
- 2014 : Prix INIS du 17e Festival international du film pour enfants de Montréal[8]  pour Sur le chemin de l'école